# Keisuke Matsumoto
Keisuke Matsumoto (født 17. juni 1988) er en japansk tidligere professionel fodboldspiller.
Han har spillet for flere forskellige klubber i sin karriere, herunder Grulla Morioka.